# Били (замък)
Замъкът Били (на фр. Château de Billy) е построен през XII век в град Били в департамента Алие, регион Оверн, Франция, на 14 км северно от Виши. Бил е собственост на династията Бурбони в продължение на няколко века и остава силно укрепен до Френската революция.